# Pokémon: Mewtwo uzvraća udarac – Evolucija
Pokemon: Mewtwo uzvraća udarac – Evolucija (engl. Pokémon: Mewtwo Strikes Back – Evolution) je japanski računalno animirani film iz 2019. godine koji su režirali Kunihiko Yuyama i Motonori Sakakibara. Film je 22. nastavak serije Pokémon film i CGI animacijski remake prvog filma. Film je animiran u OLM-ovoj 3D jedinici.
U Japanu ga je 12. srpnja 2019. objavio Toho. Pregled je prikazan u Los Angelesu u Kaliforniji 4. srpnja 2019., a film je objavljen u cijelom svijetu na Netflixu na Pokémon Day 27. veljače 2020. Ovo je zadnji Pokémonov film koji je Shinji Miyazaki komponirao prije umirovljenja.

## Radnja
Znanstvenika dr. Fujija angažirao je Giovanni, vođa tima Rocket, kako bi iskoristio svoju stručnost u kloniranju kako bi stvorio živo oružje temeljeno na trepavici legendarnog Pokémona Mewa. Ubrzo nakon što je oružje stvoreno, ono dobiva osjećaj i dobiva ime Mewtwo.
Nekoliko godina kasnije, Mewtwo se potpuno probudio iz dugog sna u laboratoriju na Novom otoku i o svom podrijetlu saznaje kao Mewov klon od dr. Fujija. Bijesan što ga Fuji i njegovi kolege vide samo kao eksperiment, oslobađa svoje psihičke moći i uništava laboratorij, ubijajući Fujija i ostale znanstvenike. Giovanni, svjedočeći pokolju izdaleka, prilazi i uvjerava Mewtwoa da zajedno s njim usavrši svoje moći. Međutim, nakon što Mewtwo sazna za svoju svrhu da bude oružje u Giovannijevu korist, bježi natrag na Novi otok gdje kova osvetu čovječanstvu.
Nakon što Mewtwo obnovi laboratorij i tamo uspostavi bazu, poziva nekoliko trenera s hologramskim porukama da se bore protiv najvećeg svjetskog trenera Pokémona na New Islandu. Ash, Misty i Brock dobivaju poruku i prihvaćaju poziv, ali kad stignu u lučki grad, Old Shore Wharf, Mewtwo stvara oluju, zbog čega su čamci na pristaništu zatvoreni zbog sigurnosti. Kao rezultat toga, Ashovu skupinu preuzima Team Rocket prerušen u kapetane na jedrilici u obliku Laprasa. Nakon što im oluka potopi brod usred oceana, Ash i njegovi prijatelji koriste svoje Pokémone umjesto da dođu do Novog otoka.
U pratnju žene u palaču otoka na hologramu, Ash i ostali treneri koji su uspjeli doći do otoka susreću se s Mewtwoom. Otkriva se da je žena isprana mozgom medicinska sestra Joy nakon što je oslobođena Mewtwove kontrole uma. Mewtwo izaziva trenere koristeći klonirane Pokémone. U međuvremenu, Team Rocket također dolazi do New Islanda i istražuje njegovo unutarnje svetište s Mewom koji ih bezazleno prati. Nakon što Mewtwoovi klonovi bez napora poraze Pokémone izazivača, on ih oduzima i proširuje svoju vojsku klonova. Ash juri za svojim zarobljenim Pikachuom u laboratoriju za kloniranje, gdje je također kloniran Meowth Team Rocket-a. Ash uništava stroj za kloniranje, oslobađa zarobljene Pokémone i navodi ih da se suprotstave Mewtwou i njegovim klonovima. Tada se Mew otkriva i Mewtwo to izaziva kako bi dokazao svoju superiornost.
Svi se Pokémonovi izvornici bore sa svojim klonovima, osim prkosnih Pikachua i Meowtha, koji se pomiruju s vlastitim klonom nakon što su shvatili besmislenost njihove borbe. Užasnut bolom i mukom s obje strane bitke, Ash se postavlja između psihičke eksplozije izazvane Mewtwoom i Mewovim borbama, što dovodi do toga da Ash postane kamen. Pikachu pokušava oživjeti Ash s električnom energijom, ali nije uspio. Međutim, suze Pokémona sposobne su izliječiti i oživjeti Ash. Potaknut Ashovom žrtvom, Mewtwo shvaća da ga ne treba suditi prema njegovom podrijetlu, već prema izborima u životu. Polazeći s Mewom i klonovima, Mewtwo vraća vrijeme na trenutak prije nego što su treneri napustili Old Shore Wharf i briše svima sjećanja na događaj.
Povratak u Old Shore Wharf, sada obnovljena medicinska sestra Joy vratila se kako bi ponovno otvorila Pokémon centar kako bi sklonila trenere. Oluja se vani razbistri, Ash primijeti Mewa kako leti kroz oblake i pripovijeda svojim prijateljima kako je vidio još jednog legendarnog Pokémona onog dana kada je napustio Grad paleta. U međuvremenu, Team Rocket nađu se nasukani na Novom otoku, ali uživaju tamo.
Nakon kredita, kratka scena prikazuje Mewtwo i klonovi su poletjeli prema planini Quena.

## Sinkronizacija
- Obrada: Livada Produkcija
- Režija: Nikola Klobučarić
- Prijevod: Nikola Pražić
- Godina sinkronizacije: 2020.

## Glumačka postava
- Ash Ketchum - Saša Buneta
- Corey - Marko Cindrić
- Brock - Alen Šalinović
- Giovanni - Alen Šalinović
- Dr. Fuji - Sven Šestak
- Istraživač B - Andrej Dojkić
- Fergus - Goran Malus
- James - Hrvoje Klobučar
- Jessie - Mila Elegović
- Meowth - Sven Šestak
- Mewtwo - Sven Medvešek
- Miranda - Mirta Zečević
- Misty - Olga Pakalović
- Pripovjedač - Vinko Štefanac
- Neesha - Mia Krajcar
- Sestra Joy - Rajana Radosavljev

## Dodatna glumačka postava
- Goran Vrbanić